# Herniària (planta)
L'herniària o centenrama, centengrana,
trencapedres, romp-roques (Herniaria glabra), és una espècie de planta herbàcia natural de les zones temperades d'Europa, Àsia occidental i nord d'Àfrica on prefereix els terrenys arenós.
És una petita planta herbàcia anual, arbust amb les tiges rastreres disposats en cercles. Les fulles, de color verd clar, són oblongues amb petites estípules membranoses. Les flors són petites i de color verd agrupades en glomèruls. El fruit aquesta cobert per un calze dur.